# Debora Caprioglio
Debora Caprioglio, född 3 maj 1968 i Mestre, Veneto, är en italiensk skådespelerska. Hon var under två år i slutet av 1980-talet gift med den 41 år äldre Klaus Kinski och gick då under namnet Debora Kinski. Bland hennes mest kända filmroller är huvudrollen i Tinto Brass Paprika (1991).
På senare år har hon bland annat medverkat i L'isola dei famosi, en italiensk kändis-version av Expedition: Robinson.

## Filmografi (urval)
- 1989 – Kinski Paganini
- 1991 – Paprika
- 1992 – Spiando Marina
- 1994 – Con gli occhi chiusi
- 1996 – Samson and Delilah